# Criteri CURB
En medicina, el criteri CURB és una regla de predicció clínica que s'ha validat per predir la mortalitat en pneumònia comunitària, també aplicable a altres infeccions similars. El criteri CURB es recomana per l'assessorament de la severitat de la pneumònia.
Està molt relacionat amb l'índex de severitat pneumònica (PSI/PORT score), i és equivalent a l'hora de predir la mortalitat de la malaltia en la majoria de casos. No obstant això, l'índex de severitat és més complicat i requereix un mostreig de gasos de sang arterial entre altres proves; per tant, el criteri CURB es considera més adient en entorns d'atenció primària.

## Funcionament
El criteri CURB atribueix punts de severitat segons quatre factors:
- Confusió, definida amb una puntuació igual o menor de 8 en l'AMTS (Abbreviated Mental Test Score).
- Urea amb un nivell de nitrogen en sang superior a 7 mmol/L (19 mg/dL).
- Respiració amb un ritme de 30 respiracions per minut o superior.
- Pressió sanguínia (Blood pressure) sistòlica igual o menor de 90 mmHg, o diastòlica igual o menor de 60 mmHg.

En casos d'atenció primària també existeix una variant més senzilla que omet la urea (CRP), perquè els altres factors es poden obtenir amb una exploració física i a partir de la història clínica, sense necessitat d'una anàlisi de sang.

### Edat com a factor
Sovint també es té en compte l'edat com a factor addicional, com en el cas de CURB-65, on s'afegeix un altre punt si el pacient té més de 65 anys. Tot i això, aquest factor pot tenir un efecte negatiu en la precisió del criteri, així que s'han proposat diverses variants.